# Dinglingerhaus (Frauengasse)

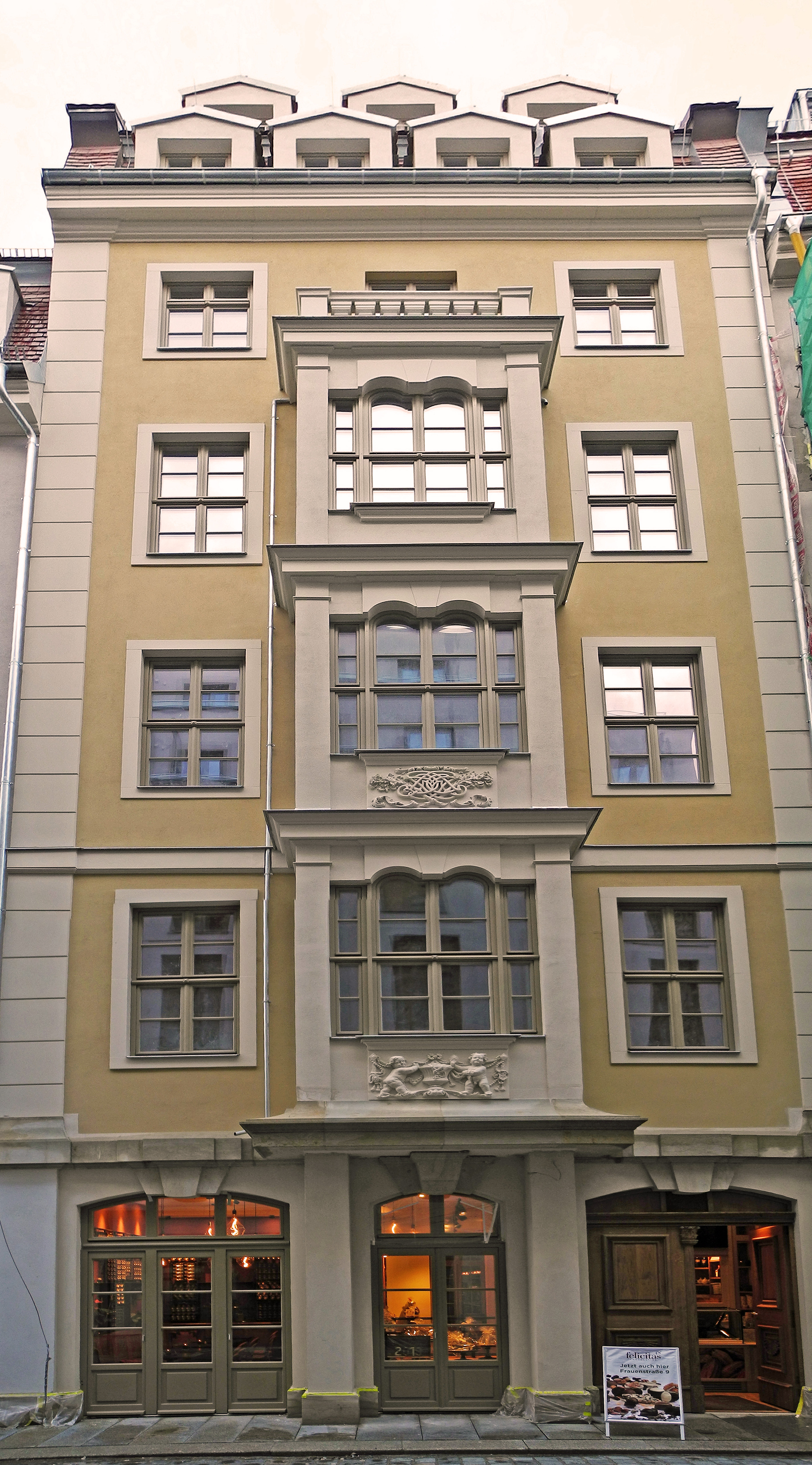
Das Dinglingerhaus in der Frauenstraße (Neubau, 2018)

Das Dinglingerhaus in der heutigen Frauenstraße 9 in Dresden wurde um 1726 für den Hofgoldschmied Johann Melchior Dinglinger (1664–1731) errichtet.
Das Gebäude wurde 1945 beim Bombardement der Stadt zerstört und 2018 rekonstruiert. Es darf nicht verwechselt werden mit dem ebenfalls für Dinglinger errichteten Dinglingerhaus am Jüdenhof, ca. 200 Meter von diesem Haus entfernt.

## Architektur
Die dreiachsige Fassade des Hauses weist einen mittigen Erker auf, der in den Brüstungszonen durch Reliefs mit Putten und einem verschlungenen Namenszug geschmückt ist.
Der im hinteren Bereich des Hofes errichtete grottenartige Brunnen lag in der Sichtachse gegenüber vom Eingang. Im Hof war eine dreifache, fünfgeschossige Arkade angeordnet, die mit Pilastern und toskanischen und ionischen Kapitellen ausgestattet war. Die Arkadenarchitektur des Hofes entsprach italienischen Renaissance-Palasthöfen in Miniatur.

## Geschichte
Als sich Peter der Große 1711 und 1712 jeweils auf der Durchreise in Dresden befand, quartierte er sich in Dinglingers Haus an der Frauengasse ein, dem Vorgänger des heute rekonstruierten Gebäudes.